# Calle 34–Hudson Yards (línea Flushing)
34th Street – Hudson Yards (también conocido como 34th Street, y anteriormente, 34th Street – Jacob Javits Convention Center) es una estación del metro de Nueva York en el West Side de Manhattan. Forma parte de la  IRT Flushing Line, y es la estación terminal al oeste (dirección sur) de la línea 7. Tiene dos vías y una plataforma central en el centro, con dos niveles de entreplantas situadas encima de la plataforma y otra en el entresuelo, por debajo del nivel de calle.
La estación, formó parte de la candidatura de Nueva York para albergar los Juegos Olímpicos de 2012, con una fecha estimada de inauguración en verano de 2012. Cuando Londres fue la elegida para albergar las Olimpiadas, la fecha de apertura prevista se retrasó hasta diciembre de 2013. En 2011 se retrasó de nuevo hasta junio de 2014, quedando por concluir la instalación de las escaleras mecánicas y ascensores de la estación. Tras varios retrasos incluyendo los sistemas de extinción de incendios, la estación abrió el 13 de septiembre de 2015. La estación de 34th Street es la primera estación completamente nueva en ser inaugurada en el sistema del metro de la ciudad desde 1989, así como ser la primera de dichas estaciones en ser financiada por el gobierno local de la ciudad desde 1950.